# یاسین سلطانی
یاسین سلطانی (انگلیسی: Yacine Slatni؛ زادهٔ ۳ نوامبر ۱۹۷۳) بازیکن فوتبال اهل الجزایر بود.
از باشگاه‌هایی که در آن بازی کرده‌است می‌توان به باشگاه فوتبال مولودیه الجزایر، باشگاه فوتبال شباب بلوزداد و باشگاه فوتبال نصر حسین دای اشاره کرد.
او همچنین در تیم ملی فوتبال الجزایر بازی کرده‌است.